# لئا تی
لئا تی (به انگلیسی: Lea T) مدل برزیلی است. او متولد ۱۹ آوریل ۱۹۸۱ در برزیل است.
او یک زن ترنس است.